# Gustav Adolph Kietz

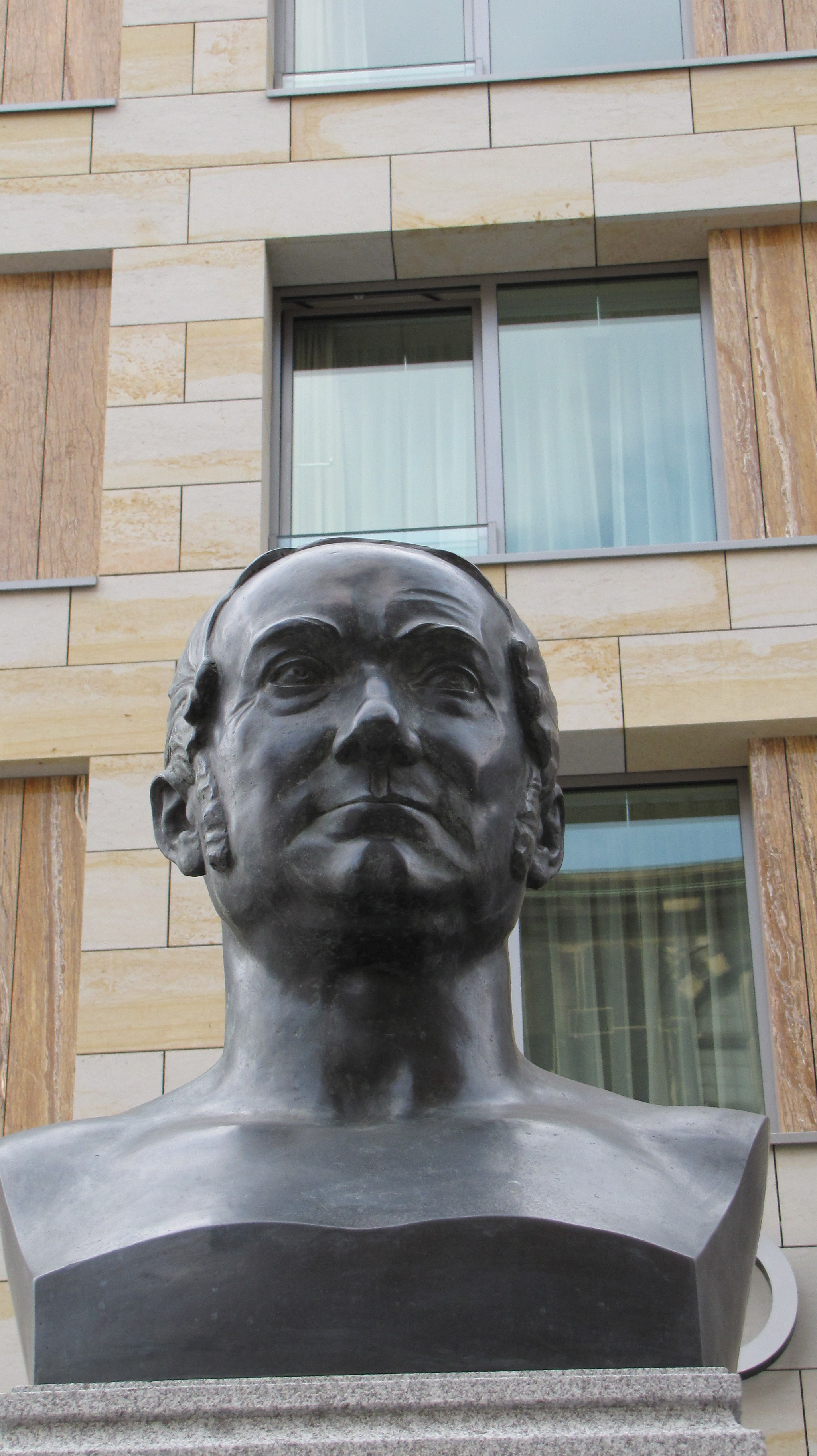
Porträttbyst över Ernst Julius Otto av Gustav Adolph Kietz.

Gustav Adolph Kietz, född 26 mars 1824 i Leipzig, död 24 juni 1908 i Dresden-Laubegast, var en tysk skulptör. Han var bror till målaren Ernst Benedikt Kietz.
Kietz blev 1841 lärjunge vid konstakademien i Dresden, var elev till Ernst Rietschel och utförde till exempel Uhlandsstoden av Ludwig Uhland i Tübingen, Franz Schuberts monument i Stuttgart, Faust och Mefistofeles (i sandsten, teatern i Dresden) samt porträttbyster (Richard Wagner med flera).